# Goreu
Goreu fab Custennin ['gorei vaːb ki'stennin] („Goreu, Custennins Sohn“), auch Gorau, ist in der walisischen Sage Mal y kavas Kulhwch Olwen („Wie Kulhwch Olwen errungen hat“), kurz Kulhwch ac Olwen („Kulhwch und Olwen“) der Sohn des riesigen Schäfers Custenhin. Sein Onkel sind der Riese Ysbaddaden und in einer Version der Geschichte auch König Arthur.

## Mythologie
Da Ysbaddaden schon alle 23 Brüder Goreus umgebracht hat, hält seine Mutter dieses ihr letztes Kind in einer Truhe verborgen. Der blonde Knabe darf diese Kiste neben dem Herd nur verlassen, wenn seine Mutter sicher ist, dass ihn niemand sehen kann. Deshalb ist Custenhin auch bereit, König Arthur und den jungen Kulhwch bei der Werbung um Olwen, Ysbaddadens Tochter, zu unterstützen, obwohl er weiß, dass dies mit dem Tode seines Bruders enden muss. Nachdem dieser den Brautwerbern eine Reihe nahezu unlösbarer Aufgaben gestellt hat, schließt sich Goreu den Männern um Arthur an und bewährt sich bei der Eroberung der Burg des Riesen Wrnach – einer der Aufgaben, die Ysbaddaden Kulhwch stellt.
Da redeten die Gefährten vom Sohn des Custenhin so: „Er ist der beste Mann.“ Von da an wurde er fürderhin Goreu ›Bester‹, Sohn des Custenhin, genannt.
Nach der Erfüllung aller Aufgaben kehren die Helden zur Burg Ysbaddadens zurück und Goreu rächt den Tod seiner Brüder durch die Enthauptung seines Onkels. Die Burg des Riesen beansprucht und erhält er als Siegesbeute.
Und dann packte Goreu, der Sohn des Custenhin, ihn bei den Haaren und zog ihn hinter sich her zu dem Misthaufen; er schlug ihm das Haupt ab und steckte es auf einen Pfahl im Vorhof. Und er ergriff Besitz von der Burg und dem Reich des Riesen.